# Cecropis
Cecropis là một chi chim trong họ Hirundinidae.

## Hình ảnh

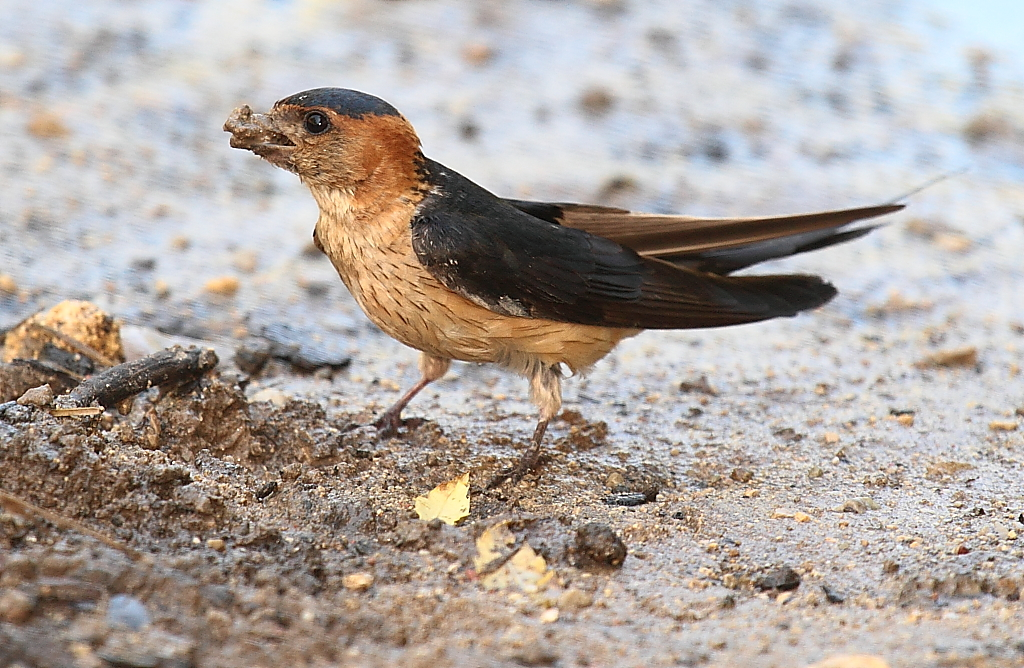
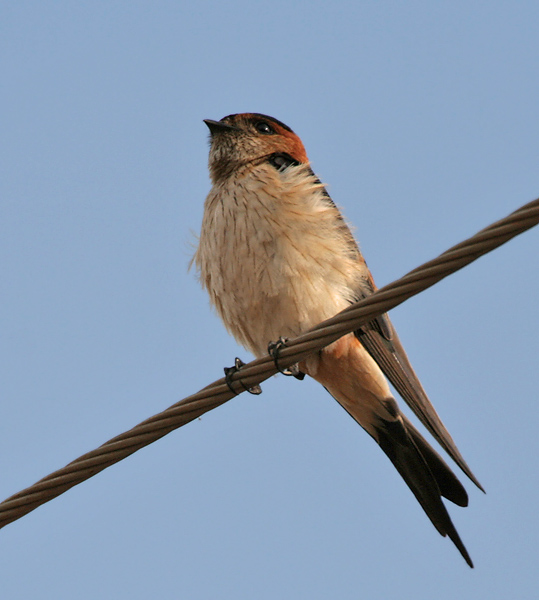